# Fairbankita
La fairbankita és un mineral de la classe dels òxids. Rep el nom per Nathaniel Kellogg Fairbank (20 d'octubre de 1829, Sodus, Nova York, EUA - 27 de març de 1903), una figura important en el desenvolupament primerenc de Tombstone, Arizona. Va ser ell qui va organitzar l'empresa que va desenvolupar la mina Grand Central, la localitat tipus.

## Característiques
La fairbankita és un òxid de fórmula química Pb2+
12(Te4+O₃)11(SO₄). Va ser aprovada com a espècie vàlida per l'Associació Mineralògica Internacional l'any 1979, sent publicada per primera vegada el mateix any. Cristal·litza en el sistema triclínic. La seva duresa a l'escala de Mohs és 2.
Segons la classificació de Nickel-Strunz, la fairbankita pertany a «04.JK - Tel·lurits sense anions addicionals, sense H₂O» juntament amb els següents minerals: winstanleyita, walfordita, spiroffita, zincospiroffita, balyakinita, rajita, carlfriesita, denningita, chekhovichita, smirnita, choloalita, plumbotel·lurita, magnolita, moctezumita, schmitterita i cliffordita.

## Formació i jaciments
Va ser descoberta a la mina Grand Central, situada al comtat de Cochise, Arizona (Estats Units), tractant-se de l'únic indret de tot el planeta on ha estat descrita aquesta espècie mineral.